# Ili-Altai
Ili-Altai és el nom que es dona a un semiestat blanc establert a Sinkiang a la Xina.
El maig de 1920 destacaments de russos blancs van ocupar una part de la regió de l'Ili. El governador del districte xinès de Tarbagatay a la província de Sinkiang (o Turquestan Oriental) Yuan Tseng Hsing, es va interessar davant el comandant bolxevic del Turquestan per una possible ajuda en la lluita contra els blancs, que havien ocupat algunes ciutats. Aquests destacaments estaven manats per Novikov i Bakitch, aquest darrer antic comandant dels Cossos Blancs de l'exèrcit d'Orenburg.
Un any després (1921) tropes bolxevics van alliberar el districte de Blancs. Bakich va fugir al districte d'Altai (Shara-Sume) al mateix Turquestan Oriental. La ciutat de Shara-Sume fou ocupada i es va autoproclamar governador del districte. A petició de les autoritats xineses de Sinkiang els bolxevics van entrar un altre cop al territori i a finals de setembre de 1921 van expulsar a Bakich del districte; va fugir a Mongòlia on fou capturat per l'exèrcit popular mongol.
La bandera de la unitat de Bakich (com a part de l'"Exèrcit d'Orenburg") a Shara-Sume fou vermella amb un petit tricolor rus de vora daurada al cantó.